# Carolina reaper
Il Carolina reaper (Tradotto letteralmente: "Il mietitore della Carolina") è una varietà (cultivar) di peperoncino appartenente alla specie Capsicum chinense, conosciuto originariamente con il nome di HP22B (Higher Power, Pot No. 22, Plant B). 

## Storia
Il primo esemplare è stato ottenuto da Ed Currie, proprietario della PuckerButt Pepper Company situata a Fort Mill, nella Carolina del Sud, da un incrocio tra un Naga Morich e un Habanero Rosso. Il peperoncino attirò l'attenzione dei media quando, nel 2011, un reporter della National Public Radio, dopo averne mangiato un pezzo, rimase sconvolto dalla sua piccantezza e decise così di raccontare la sua esperienza dedicandogli un servizio.
Dal 2013 al 2023 questo peperoncino è stato inserito nel Guinness dei primati come il più piccante del mondo, raggiungendo una piccantezza media di 1.569.300 unità Scoville, con picchi di 2.200.000 unità. Il record precedente apparteneva al Trinidad Scorpion "Butch T" stabilito nel marzo del 2011.

## Caratteristiche
Il Carolina reaper è di colore rosso e presenta un'estremità che ricorda la coda di uno scorpione. Impiega circa 90 giorni per maturare, al termine dei quali raggiunge una lunghezza che va dai 3 ai 5 cm.
Il Carolina reaper durante la fase di maturazione passa da un colore verde all’arancione fino ad arrivare, molto lentamente, ad un colore rosso scarlatto brillante.
La concentrazione di capsaicina al suo interno è così elevata che il solo contatto della polpa con la pelle può provocare forti sensazioni di bruciore.
Il gusto di questo peperoncino è fruttato, dolce, con richiami di cannella e cioccolato, e viene utilizzato dal suo inventore per la produzione di salse denominate I Dare You Stupit e Purgatory Sauce .